# Wolfgang Feustel
Wolfgang Feustel (* 26. November 1932 in Greiz) ist ein ehemaliger Oberst des Ministeriums für Staatssicherheit (MfS) der DDR. Er war von 1978 bis 1986 Leiter der MfS-Abteilung IV, zuständig für die Vorbereitung von Sabotageakten.

## Leben
Feustel, Sohn einer Schneiderin und eines Drogisten, erlernte nach der Volksschule den Beruf des Böttchers, ging aber 1950 zur Berufsfeuerwehr der Deutschen Volkspolizei. 1951 trat er in die Sozialistische Einheitspartei Deutschlands (SED) ein. 1952 wechselte er zur Kasernierten Volkspolizei (KVP) und war später bei der Kriminalpolizei in Ost-Berlin tätig.
1954 wurde Feustel vom MfS eingestellt und in der Hauptabteilung II, zuständig für Spionageabwehr, eingesetzt. Von 1965 bis 1970 absolvierte er ein Fernstudium an der Hochschule der MfS (JHS) in Potsdam-Eiche und wurde Diplomjurist. 1966 wurde er stellvertretender Abteilungsleiter und 1971 Leiter der „Operativgruppe Moskau“ innerhalb der Hauptabteilung II des MfS. 1978 wurde Feustel Leiter der Abteilung IV, zuständig für die Vorbereitung von Sabotageakten und so genannte Spezialkampfführung. 1979 wurde er zum Oberst befördert.
1986 wechselte Feustel in die Hauptverwaltung A (HVA), den Auslandsnachrichtendienst der DDR, und wurde dort Offizier für Sonderaufgaben. 1987 folgte ein Einsatz als MfS-Offizier im besonderen Einsatz im Zentrum für Information und Dokumentation der Außenwirtschaft (ZIDA) beim Ministerium für Außenhandel der DDR. 1988 wurde Feustel Sicherheitsbeauftragter im Ministerrat der DDR.
Nach dem Ende der DDR erfolgte noch 1989 Feustels Freistellung und seine Entlassung aus dem Dienst.